# إريك هوفمان
إريك هوفمان (بالإنجليزية: Erik Hoffmann)‏ هو دراج ناميبي، ولد في 22 أغسطس 1981 في ويندهوك في ناميبيا.

## وصلات خارجية
- إريك هوفمان على موقع أرشيف الدراجات (الإنجليزية)
- إريك هوفمان على موقع إحصائيات الدراجات الإحترافية (الإنجليزية)
- إريك هوفمان على موقع نسبة الدراجات (الإنجليزية)
- إريك هوفمان على موقع أوليمبيديا (الإنجليزية)
- إريك هوفمان على موقع اتحاد ألعاب الكومنولث (مؤرشف) (الإنجليزية)
- إريك هوفمان على موقع اتحاد ألعاب الكومنولث (مؤرشف) (الإنجليزية)